# EISA (шина)

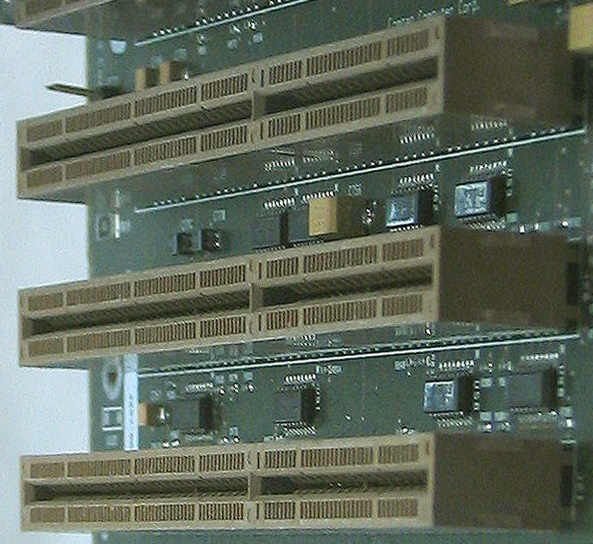
Три слота шины EISA

EISA (англ. Extended Industry Standard Architecture «расширенная ISA») — шина для IBM-совместимых компьютеров. Была анонсирована в конце 1988 консорциумом из девяти основных производителей IBM-совместимых компьютеров (англ. «Gang of Nine» «Банда девяти»: Compaq, Hewlett-Packard, Epson, NEC, Olivetti, AST Research, Tandy, Wyse и Zenith Data Systems) как ответ на введение фирмой IBM новой скоростной (по сравнению с устаревающей ISA), но проприетарной, шины MCA в компьютерах серии PS/2.

EISA расширяет распространённую шину ISA до 32 разрядов и позволяет подключать к шине более одного ЦПУ. Адресное пространство, по сравнению с ISA, увеличено до 4 ГБ. Кроме того, шина поддерживает bus mastering. EISA является надмножеством ISA, поэтому, в отличие от MCA, к ней можно подключать старые платы, предназначенные для работы с 8- и 16- разрядными версиями ISA: имеется как электрическая, так и механическая совместимость. 

Шина обеспечила ограниченную поддержку техники Plug and Play, использовавшейся, в основном, в серверных системах; вновь установленные платы расширения распознавались BIOS и специализированной утилитой конфигурирования ECU (EISA Configuration Utility)
Хотя шина EISA менее совершенна, чем MCA, она была принята многими производителями, так как шина MCA являлась закрытой и все права на неё принадлежали IBM. В конце концов, даже сама IBM выпустила несколько машин, которые использовали шину EISA. 
Использование шины EISA было дорогостоящим (хотя и дешевле MCA), так что EISA не получила распространения в персональных компьютерах. Однако она получила распространение в серверах, так как была приспособлена для задач, требующих большой пропускной способности шины (например, обмен с НЖМД и работа в сети). Большинство выпущенных EISA-карт были либо контроллерами шины SCSI, либо сетевыми контроллерами. 

EISA нашла применение в некоторых компьютерах, не использовавших x86-совместимые процессоры:
- серверы AlphaServer на базе процессоров Alpha;
- рабочие станции HP 9000-D на базе процессоров PA-RISC;
- рабочие станции SGI Indigo²[англ.] от SGI и MIPS Magnum[англ.] от MIPS Technologies, на базе процессоров с архитектурой MIPS.

Со временем возникла потребность в шине с более высокой пропускной способностью, и шина EISA была вытеснена более совершенными, но уже локальными шинами VESA Local Bus и PCI.

## Технические характеристики
| Разрядность шины                                                   | 32 бита                                              |
| Совместимость                                                      | 8-разрядная ISA, 16-разрядная ISA, 32-разрядная EISA |
| Количество линий                                                   | 98 + 100                                             |
| Напряжения питания                                                 | +5 V, −5 V, +12 V, −12 V                             |
| Частота                                                            | 8,33 МГц                                             |
| Пиковая пропускная способность (при обмене 32-разрядными словами)  | около 32 МБ/с                                        |
| Типичная пропускная способность (при обмене 32-разрядными словами) | около 20 МБ/с                                        |